# Lust for Life (canção de Iggy Pop)
"Lust for Life" é uma canção do cantor e compositor Iggy Pop, co-escrita com David Bowie, e lançada no álbum de estúdio Lust for Life, de 1977.
Em 2004, a revista Rolling Stone a elegeu como a número 149 em sua lista das "500 Maiores Canções de Todos os Tempos".